# سعد بن زيد الأشهلي
سعد بن زيد بن مالك الأشهلي صحابي، من الأنصار من بني عبد الأشهل، اختلف المؤرخون في شهوده بيعة العقبة، فقال الواقدي أنه شهد بيعة العقبة الثانية، ولم يُثبت موسى بن عقبة وابن إسحاق وأبو معشر البلخي ذلك. وبعد الهجرة النبوية، شهد سعد مع النبي محمد غزواته كلها. كما أرسله النبي محمد إلى نجد بسبايا من سبايا غزوة بني قريظة ليشتري بها خيلاً وسلاحًا. اختاره النبي محمد أيضًا لقيادة السرية التي بعثها النبي محمد لهدم صنم مناة بالمشلل، في رمضان سنة 8 هـ.